# Cerina Vincent
Cerina Vincent (Las Vegas; 7 de febrero de 1979) es una actriz y modelo estadounidense.
En 1996 ganó el concurso Miss Nevada Teen USA y gracias a ello compitió en el certamen nacional, que sería ganado por Christie Lee Woods.
Uno de sus papeles más conocidos fue en Power Rangers Lost Galaxy, donde interpretó al Ranger Amarillo llamado Maya.
También participó en la película Not Another Teen Movie (2001) interpretando a la estudiante extranjera de intercambio Areola. Durante toda la película permanece siempre completamente desnuda, en una parodia del personaje Nadia, interpretado por Shannon Elizabeth en American Pie (1999). También es conocida por interpretar a Marcy, una de las protagonistas de Cabin Fever (2002).

## Vida personal
En noviembre de 2018, Vincent anunció su embarazo junto a su pareja Mike Estes. Su hijo Nicola Vincent "Nico" Apollo nació el 4 de febrero de 2019.

## Filmografía

### Cine
| Año  | Título                               | Rol                         | Notas                    |
| ---- | ------------------------------------ | --------------------------- | ------------------------ |
| 2001 | No es otra película adolescente      | Areola                      | Secundaria               |
| 2002 | Darkened Room                        | Chica #2                    | Cortometraje             |
| 2002 | Cabin Fever                          | Marcy                       |                          |
| 2004 | Final Sale                           | Cerina                      | telefilme                |
| 2004 | Murder-Set-Pieces                    | Chica L.A                   |                          |
| 2005 | Intermedio                           | Gen                         |                          |
| 2005 | Conversations with Other Women       | Sarah la bailarina          |                          |
| 2005 | It Waits                             | Danielle "Danny" St. Claire |                          |
| 2006 | The Surfer King                      | Tiffany                     |                          |
| 2006 | Seven Mummies                        | Lacy                        |                          |
| 2006 | Sasquatch Mountain                   | Erin Price                  |                          |
| 2006 | Pennies                              | Kimberly                    | Cortometraje             |
| 2007 | Return to House on Haunted Hill      | Michelle                    |                          |
| 2007 | Everybody Wants to Be Italian        | Marisa Costa                |                          |
| 2008 | Toxic                                | Malvi                       |                          |
| 2008 | Just Add Water                       | The Mrs.                    | Filme independiente      |
| 2008 | Fashion Victim                       | Reportera de Televisión     |                          |
| 2010 | The United Monster Talent Agency     | Kay                         | Cortometraje             |
| 2012 | Complacent                           | Myah Sanderson              |                          |
| 2012 | Chasing Happiness                    | Andrea                      |                          |
| 2012 | MoniKa                               | Monika                      | Productora ejecutiva     |
| 2013 | The Thanksgiving House               | Ashleigh                    |                          |
| 2013 | Skypemare                            | Alison                      | Cortometraje; productora |
| 2015 | Tag                                  | Christine                   |                          |
| 2015 | Broken Memories                      | Sara                        |                          |
| 2015 | Bring Me the Head of Lance Henriksen | Cerina                      |                          |
| 2015 | Kitchen Sink                         | Daisy                       |                          |

### Televisión
| Año       | Título                          | Rol                                   | Notas                                     |
| --------- | ------------------------------- | ------------------------------------- | ----------------------------------------- |
| 1999      | Power Rangers Lost Galaxy       | Maya de Mirinoi/ Yellow Galaxy Ranger | Rol principal; serie de TV 45 episodios   |
| 2000      | Undressed                       | Kitty                                 | 3 episodios                               |
| 2000      | Power Rangers Lightspeed Rescue | Maya de Mirinoi/ Yellow Galaxy Ranger | 2 episodios                               |
| 2000–02   | Son of the Beach                | Mandy / Sorority Girl                 | 2 episodios                               |
| 2001      | City Guys                       | Nicole                                | 1 episodio                                |
| 2001      | Malcolm in the middle           | Carly                                 | 1 episodio                                |
| 2001      | Dead Last                       | Sorority Girl Cindy                   | 1 episodio                                |
| 2001      | Felicity                        | Denise Jensen                         | 1 episodio                                |
| 2002      | Ally McBeal                     | Penny                                 | 1 episodio                                |
| 2005      | CSI: Crime Scene Investigation  | Gwen                                  | 1 episodio                                |
| 2005      | Palmetto Pointe                 | Girl at Party                         | 1 episodio                                |
| 2005      | Sex, Love & Secrets             | Party Girl                            | 1 episodio                                |
| 2005      | Grounded For Life               | Heather                               | 1 episodio                                |
| 2006      | Bones                           | Denise                                | 1 episodio                                |
| 2007      | Manchild                        | Nina                                  | telefilme                                 |
| 2007      | Wifey                           | Goldie                                | telefilme                                 |
| 2008      | Two and a Half Men              | LuLu                                  | 1 episodio                                |
| 2009      | Gary Unmarried                  | Miss St. James                        | 1 episodio                                |
| 2012      | Zombie Family                   | Cindy Apple                           | 1 episodio                                |
| 2012      | Mike & Molly                    | Desri / The Dress                     | 2 episodios                               |
| 2012–13   | The Walking Dead: Cold Storage  | Kelly                                 | 2 episodios                               |
| 2014      | Workaholics                     | Laura                                 | 2 episodios                               |
| 2014      | Californication                 | Lisa                                  | 1 episodio                                |
| 2014      | Jennifer Falls                  | Caroline                              | 1 episodio                                |
| 2015      | Stay Filthy, Cali               |                                       | 3 episodios (web series)                  |
| 2016—2018 | Stuck in the Middle             | Suzy Diaz                             | Rol principal, serie de TV Disney Channel |

## Libros
- How to Eat Like a Hot Chick. New York: HarperCollins. 2008. ISBN 9780061560866.
- How to Love Like a Hot Chick. New York: HarperCollins. 2009. ISBN 9780061706448.
- Live Like a Hot Chick. New York: HarperCollins. 2010. ISBN 9780061959073.